# Teselas girih

Las cinco teselas girih

Las teselas girih son un conjunto de cinco baldosas que han sido empleadas en la creación de patrones geométricos en la arquitectura islámica, utilizando lacería (girih) para la decoración de edificios. Se han usado desde aproximadamente el año 1200, y alcanzaron su máximo grado de refinamiento a partir de 1453, cuando se construyó el santuario de Darb-i Imam en Isfahán (Irán).

## Cinco fichas

Parones girih

Las líneas de construcción generalmente están ocultas: mosaicos geométricos a la izquierda, patrón girih a la derecha

Las cinco formas de los mosaicos son:
- Un decágono regular con diez ángulos interiores de 144°
- Un hexágono alargado (convexo irregular) con ángulos interiores de 72°, 144°, 144°, 72°, 144°, 144°
- Una pajarita (hexágono no convexo) con ángulos interiores de 72°, 72°, 216°, 72°, 72°, 216°
- Un rombo con ángulos interiores de 72°, 108°, 72°, 108°
- Un pentágono regular con cinco ángulos interiores de 108°

Estos módulos tienen sus propios nombres específicos en persa: el mosaico cuadrilátero se llama Torange, el mosaico pentagonal se llama Pange, el mosaico octagonal cóncavo se llama Shesh Band, el mosaico de pajarita se llama Sormeh Dan y el mosaico de decagrama se llama Tabl. Todos los lados de estas figuras tienen la misma longitud y todos sus ángulos son múltiplos de 36° (π/5 radianes). Todos ellos, excepto el pentágono, tienen simetría bilateral (de reflexión) a través de dos líneas perpendiculares. Algunos tienen simetrías adicionales. Específicamente, el decágono tiene simetría rotacional décuple (rotación de 36°); y el pentágono tiene una simetría rotacional quíntuple (rotación de 72°).

## La aparición de los azulejos girih
A finales del siglo XI, los artistas islámicos del norte de África comenzaron a utilizar “mosaicos”, predecesores de los teselados. Hacia el siglo XIII, los artesanos islámicos descubrieron una nueva forma de construir "mosaicos de azulejos" debido al desarrollo del cálculo aritmético y de la geometría: los azulejos girih.

## Girih
Se denominan girih a los conjuntos de líneas (lacería) que decoran los mosaicos. La palabra persa گره significa "nudo". En la mayoría de los casos, solo son visibles los patrones girih (y otras decoraciones menores como flores), en lugar de los límites de los propios mosaicos. Los girih son líneas rectas que cruzan los límites de las baldosas desde el centro de un borde y a 54° (3π/10 radianes) respecto a este. Dos girih que se cruzan lo hacen en el borde de una baldosa. La mayoría de los mosaicos tienen un patrón único de girih dentro del mosaico que es continuo y sigue la simetría del mosaico. Sin embargo, el decágono tiene dos posibles patrones girih, uno de los cuales solo tiene una simetría rotacional de cinco en lugar de diez.

## Matemáticas de las teselas girih
En 2007, los físicos Peter J. Lu y Paul J. Steinhardt sugirieron que los mosaicos girih poseen propiedades consistentes con las redes en las que se disponen los cuasicristales fractales autosimilares similares a la teselación de Penrose, siendo anteriores a esta en cinco siglos.
Este hallazgo fue apoyado tanto por el análisis de los patrones en los edificios conservados, como por el examen de rollos persas del siglo XV. No hay indicios de cuánto más sabían los arquitectos sobre las matemáticas involucradas. En general, se cree que tales diseños se construyeron trazando contornos en zigzag con solo una regla y un compás. Es posible que se hayan consultado las plantillas que se encuentran en pergaminos como el rollo del Topkapi de 97 pies (29,5 metros) de largo. Encontrado en el Palacio de Topkapı en Estambul, el centro administrativo del Imperio Otomano, se cree que data de finales del siglo XV. El pergamino muestra una sucesión de patrones geométricos bidimensionales y tridimensionales. No contiene texto, pero muestra un patrón de cuadrícula y una codificación de colores que se usa para resaltar las simetrías y distinguir las proyecciones tridimensionales. Los dibujos como los que se muestran en este pergamino habrían servido como libros de patrones para los artesanos que fabricaron las baldosas, y las formas de las propias baldosas girih dictaban cómo se podían combinar en grandes patrones. De esta forma, los artesanos podrían realizar diseños muy complejos sin recurrir a las matemáticas y sin comprender necesariamente sus principios subyacentes.
Este uso de patrones repetidos creados a partir de un número limitado de formas geométricas disponibles para los artesanos de la época es similar a la práctica de los artesanos del gótico europeo contemporáneos. Los diseñadores de ambos estilos se preocuparon por utilizar sus inventarios de figuras geométricas para crear la máxima diversidad de formas. Esto exigía una habilidad y práctica muy diferente a las matemáticas.

### Construcción de un mosaico con un decagrama-polígono entrelazados
Primero, dividir el ángulo recto A en cinco partes iguales, creando cuatro rayos que comiencen desde A. Encontrar un punto arbitrario C en el segundo rayo y trazar perpendiculares desde C a los lados del ángulo A en sentido antihorario. Este paso crea el rectángulo ABCD junto con cuatro segmentos, cada uno de los cuales tiene un punto final en A; otros puntos finales son las intersecciones de los cuatro rayos con los dos lados de BC y DC del rectángulo ABCD. Luego, encontrar el punto medio del cuarto segmento creado a partir del punto del cuarto rayo E. Construir un arco con el centro A y el radio AE para intersecar AB en el punto F y el segundo rayo en el punto G. El segundo segmento ahora es parte de la diagonal del rectángulo. Trazar una línea paralela a AD y que pase por el punto G que cruce el primer rayo en el punto H y el tercer rayo en el punto I. La línea HF pasa por el punto E e interseca el tercer rayo en L y la línea AD en J. Construir una línea pasando por J que sea paralela al tercer rayo. También construir la línea EI y encontrar M, que es la intersección de esta línea con AD. Desde el punto F, trazar una línea paralela al tercer rayo para encontrar el primer rayo en K. Construir los segmentos GK, GL y EM. Encontrar el punto N tal que GI=IN construyendo un círculo con centro I y radio IG. Construir la línea DN que es paralela a GK para intersecar la línea que emana de J y encuentra P para completar el pentágono regular EINPJ. La línea DN se encuentra con la bisectriz perpendicular de AB en Q. Desde Q, construir una línea paralela a FK para intersecar el rayo MI en R. Como se muestra en la figura, usando O, que es el centro del rectángulo ABCD como centro de rotación a 180°, se puede construir la región fundamental del mosaico.

### Construcción de un mosaico según los pergaminos de Mirza Akbar

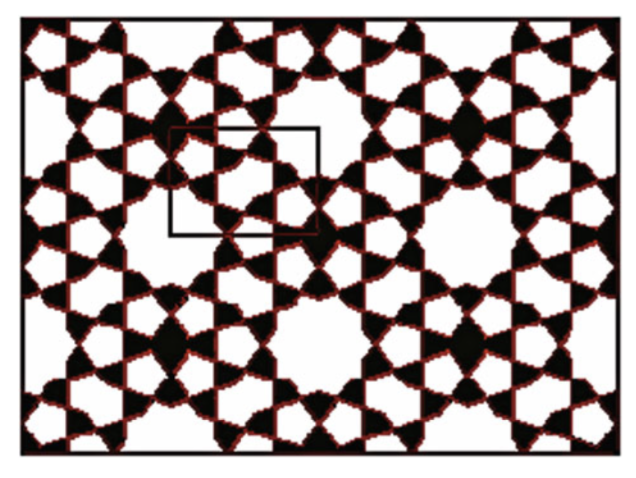
Un diseño de mosaico de decagrama-polígono entrelazado

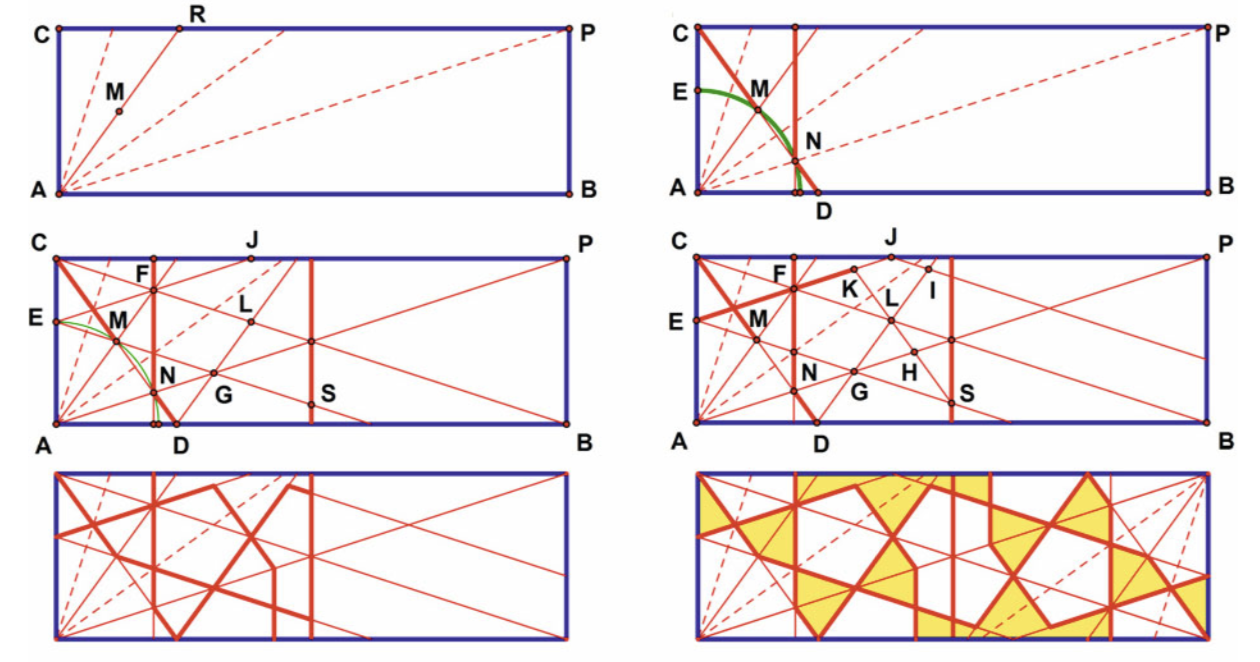
Construcción paso a paso con regla y compás de la teselación

Primero, dividir el ángulo recto en cinco ángulos congruentes. Se selecciona un punto arbitrario P en el primer rayo en sentido antihorario. Para el radio del círculo inscrito en el decagrama, se selecciona la mitad del segmento creado a partir del tercer rayo, el segmento AM. La siguiente figura ilustra una solución visual paso a paso con regla y compás del autor. Téngase en cuenta que la forma de dividir un ángulo recto en cinco ángulos congruentes no forma parte de las instrucciones proporcionadas, porque se considera un paso elemental para los diseñadores.

## Ejemplos
| [1] | [2] | [3] |
| Distintos patrones: [1] Patrones complejos de girih con estrellas de 16, 10 y 8 puntas a diferentes escalas en el techo de la tumba de Hafez en Shiraz, 1935 [2] Una ventana del apartamento del príncipe heredero en el Palacio de Topkapı, Estambul, Turquía, con 6 estrellas puntiagudas; alrededor aparecen azulejos arabescos florales [3] Arco interior en la apertura de la Logia del Sultán en la mezquita Verde otomana en Bursa, Turquía (1424), con estrellas de 10 puntas y pentágonos |     |     |

El girih se ha aplicado ampliamente en arquitectura, como en el caso de las ventanas geométricas que cumplen con los requisitos de las construcciones persas. Los tipos específicos de adornos utilizados en las vidrieras (denominadas orosi) generalmente vinculaban las ventanas con la eminencia social y política del cliente. Cuanto más ornamentada fuese una ventana, más probable era que el propietario tuviera un estatus social y económico más alto.
Un buen ejemplo de esto es Azad Koliji, un jardín de Dowlatabad en Irán. Los patrones girih de la ventana que da al jardín muestran con éxito múltiples capas. La primera capa sería el jardín real, que la gente puede vislumbrar cuando se abre la ventana. Luego está el primer patrón girih en el exterior de la ventana, el patrón tallado, con la reja que protege la ventana. Otra capa artificial está representada por el vidrio coloreado de la ventana, cuyas capas multicolores crean la sensación de una masa de flores. Esta capa abstracta forma un claro contraste con la capa real situada en el exterior de la ventana, y deja espacio para la imaginación.